# Rodeo (Nuovo Messico)
Rodeo è un census-designated place (CDP) degli Stati Uniti d'America della contea di Hidalgo nello Stato del Nuovo Messico. La popolazione era di 101 abitanti al censimento del 2010. Si trova a meno di un miglio dal confine con l'Arizona sulla New Mexico State Highway 80.

## Geografia fisica
Secondo lo United States Census Bureau, il CDP ha una superficie totale di 21,21 km², dei quali 21,21 km² di territorio e 0 km² di acque interne (0% del totale).

## Storia
Fondata nel 1902 come fermata sulla linea ferroviaria della El Paso and Southwestern Railroad da Bisbee, nell'Arizona, ad El Paso, nel Texas, divenne il centro del trasporto del bestiame nella San Simon Valley. Esistono due versioni per quando riguarda l'origine del nome di Rodeo. Uno suggerisce che derivi dalla parola spagnola rodeo, che significa "retata" o "recinto", in riferimento al trasporto del bestiame. Tuttavia, il nome rodeo deriva dal verbo spagnolo rodear che significa "circondare" o "girare intorno". La ferrovia della El Paso and Southwestern Railroad corre ad est verso la parte meridionale dello stato e dopo aver passato attraverso l'Antelope Pass si gira a sud fino a Rodeo continuando a Douglas, nell'Arizona, e poi a nord a Bisbee, girando verso i monti Chiricahua.

## Società

### Evoluzione demografica
Secondo il censimento del 2010, la popolazione era di 101 abitanti.

### Etnie e minoranze straniere
Secondo il censimento del 2010, la composizione etnica del CDP era formata dall'83,17% di bianchi, lo 0% di afroamericani, il 3,96% di nativi americani, il 2,97% di asiatici, lo 0% di oceanici, il 5,94% di altre razze, e il 3,96% di due o più etnie. Ispanici o latinos di qualunque razza erano il 23,76% della popolazione.